# Cửa khẩu Sóc Giang
Cửa khẩu Sóc Giang là cửa khẩu quốc gia tại vùng đất bản Cốc Ngựu xã Sóc Hà, huyện Hà Quảng, tỉnh Cao Bằng, Việt Nam .
Cửa khẩu Sóc Giang thông thương sang cửa khẩu Bình Mãng ở huyện Na Pha thành phố Bách Sắc tỉnh Quảng Tây, Trung Quốc .
Trước đây Cửa khẩu Sóc Giang ở vùng đất bản Sóc Giang, nhưng về sau bản Cốc Ngựu ra đời, xen giữa Sóc Giang và biên giới. Cửa khẩu cách thành phố Cao Bằng 42 km theo đường thẳng về hướng bắc tây bắc, và khoảng 55 km theo tỉnh lộ 203. Cửa khẩu gần kề với nơi sông Bằng chảy vào đất Việt . 

## Hoạt động
Năm 2010 đây là một trong 5 cửa khẩu địa phương của tỉnh .
Ngày 26/09/2012 Thủ tướng Chính phủ ký Quyết định số 1413/QĐ-TTg về việc nâng cấp cửa khẩu Sóc Giang lên cửa khẩu chính .
Cửa khẩu Sóc Giang và xã Sóc Hà là thành phần trong Khu kinh tế cửa khẩu Cao Bằng được chính thức công bố năm 2014 .